# César Domboy
César Domboy (França, 10 de março de 1990) é um ator francês mais conhecido por atuar no filme de 2015, The Walk, como Jeff, e por seu papel como Fergus Claudel Fraser no drama de televisão da Starz, Outlander .

## Biografia
Domboy nasceu em 10 de março de 1990 na França, sendo filho do meio de  três crianças de sua família. Ele não frequentou a escola formal de teatro; em vez disso, ele recebeu aulas particulares da atriz e treinadora de teatro Laurence Le Dantec, que leciona teatro há mais de quinze anos. Além de Domboy, seus alunos incluem Nils Hugon e Gaspard Ulliel. 

## Carreira
O primeiro papel profissional de Domboy, foi aos quatorze anos em 2004, na comédia de longa-metragem do diretor Étienne Chatiliez, La Confiance Règne, ao lado de Vincent Lindon. No ano seguinte, ele foi apresentado no France 3 para o filme de TV, Allons Petits Enfants, um drama de guerra centrado em um menino que tentava restaurar a honra de sua família depois que seu pai desertou. O thriller de Raspail Production, Les Aiguilles Rouges, sobre um grupo de meninos perdidos em uma caminhada perto do lago Brévent, teve Domboy no papel de Guy. Seu próximo papel foi como Ferdinand em um episódio da minissérie da France 2, Le Clan Pasquier.  Ele também esteve presente na adaptação de François Desagnat de 2008 do romance <i id="mwNg">15 Ans et Demi</i> de Vincent Ravalec.
Em 2009, Domboy estrelou Écrire Pour un Chanteur do Canal+ em um episódio intitulado "Les Astres Noirs", ao lado de Julien Doré e Paul Schmitt.  Seu próximo filme, Bus Palladium, foi uma comédia dramática do diretor Christopher Thompson, que apresentou Domboy como um membro da banda Lust enquanto eles perseguiam suas aspirações musicais. Nesse mesmo ano ele apareceu no drama da Bertrand Tavernier The Princess of Montpensier , uma adaptação do livro de mesmo nome de 1622 da Madame de Lafayette. 
Domboy estrelou o filme Sur le Départ, do diretor Michaël Dacheux, de 2011, um drama que gira em torno da vida de dois jovens que se encontram regularmente em sua cidade natal. No episódio "Vue sur Internet" da quinta temporada de série Familie D'accueli (2012), do France 3, Domboy interpretou o personagem convidado Stan. No mesmo ano, ele participou da minissérie do YouTube En Passant Pécho e estrelou como Guy de Laval na segunda temporada da série original da Bravo/Showtime, The Borgias, ao lado de Jeremy Irons. Ele também participou do filme de ativismo político de Bénédicte Pagnot, Les Lendemains, e da comédia dramática Baby Balloon, de Stefan Liberski. Em 2014, Domboy co-estrelou Week-ends, um drama baseado na vida de dois casais contados através do que acontecia durante seus fins de semana. Ele foi então escalado para o papel de The Kid no drama Résistance, da TF1, que foi vagamente baseado nas atividades do Groupe du musée de l'Homme, que atuou como parte da Resistência Francesa na Segunda Guerra Mundial.
Em 2015, Domboy estrelou Les Invisibles, curta-metragem que seguiu um jovem quando ele começou a trabalhar na indústria nuclear entre os trabalhadores "invisíveis". Ele terminou o ano co-estrelando o longa-metragem do diretor Robert Zemeckis, The Walk, baseado na história da vida real da arriscada caminhada de Philippe Petit entre as torres do World Trade Center. Em seguida, ele participou da comédia romântica Un Homme À La Hauteur e Un sac de billies do diretor Christian Duguay, a história de dois meninos judeus apanhados na França ocupada durante a Segunda Guerra Mundial. Em 2017, Domboy estreou no papel principal de Fergus Claudel Fraser, ao lado de Marsali MacKimmie Fraser de Lauren Lyle, no drama de viagem no tempo da Starz, Outlander, baseado na série de livros best-sellers de Diana Gabaldon com o mesmo nome. 

## Filmografia

### Televisão
| Ano             | Título                  | Personagem            | Produção           | Notas                        |
| --------------- | ----------------------- | --------------------- | ------------------ | ---------------------------- |
| 2005            | Allons Petits Enfants   | Pierrot               | France 3           | Filme para televisão         |
| 2007            | Le Clan Pasquier        | Ferdinand             | France 2           | Minissérie, 1 episódio       |
| 2009            | Écrire Pour un Chanteur | Nathan                | Canal+             | Episódio: "Les Astres Noirs" |
| 2011            | E-Love                  | Aurélien              | TV5                | Filme para televisão         |
| 2012            | Familie D'accueli       | Stan                  | France 3           | Episódio: "Vue sur Internet" |
| 2013            | En Passant Pécho        | Le Maton              | Youtube            | Episódio: "Carotte Cellule"  |
| 2013            | The Borgias             | Guy de Leval          | Bravo / Showtime ' | 4 episódios                  |
| 2014            | Résistence              | O garoto              | TF1                | Minissérie, 3 episódios      |
| 2017 – Presente | Outlander               | Fergus Claudel Fraser | Starz              | Principal, 20 episódios      |

### Cinema
| Ano  | Título                      | Personagem           | Notas                                                |
| ---- | --------------------------- | -------------------- | ---------------------------------------------------- |
| 2004 | La Confiance Règne          | Benjamin Finkel      |                                                      |
| 2006 | Les Aiguilles Rouges        | Cara                 |                                                      |
| 2008 | 15 Ans e Demi               | Achille              |                                                      |
| 2010 | Bus Palladium               | Boris                |                                                      |
| 2010 | The Princess of Montpensier | Mayenne              |                                                      |
| 2011 | Sur le Départ               | Piano                |                                                      |
| 2013 | Les Lendemains              | Thibault             |                                                      |
| 2013 | Baby Ballon                 | Vince                |                                                      |
| 2014 | Week-ends                   | Julien               |                                                      |
| 2015 | Les Invisibles              | Alexandre            | Filme curto                                          |
| 2015 | The Walk                    | Jeff / Jean-François | Baseado na história real do artista Philippe Petit . |
| 2016 | Un homme à la hauteur       | Benji                |                                                      |
| 2017 | Un sac de billes            | Henri Joffo          |                                                      |
| 2021 | Eugénie Grandet             | Charles Grandet      |                                                      |